# تامارا براون
 تامارا براون (انگلیسی: Tamara Braun؛ زادهٔ ۱۸ آوریل ۱۹۷۱) یک هنرپیشه اهل ایالات متحده آمریکا است. وی از سال ۱۹۹۷ میلادی تاکنون مشغول فعالیت بوده‌است.